# Damhustorvet
Damhustorvet er et butikstorv i den syd-østlige ende af Rødovre. Torvet fungerer som parkeringsplads for handlende til butikkerne på og omkring torvet. Damhustorvet er et handelscentrum i lokalområdet, da der ligger en række detailbutikker bl.a. ALDI, døgnNetto, Sydbank, en bager og en cykelforhandler.
Der har i slutningen af 2013 været et borgermøde, hvor Rødovre Kommune bad om ideer fra borgere og handlende til udvikling af Damhustorvet. På borgermødet blev mange ideer til fremtidig udvikling af torvet bragt frem. Endnu er ingen af ideerne fra borgermødet blevet til mere.[kilde mangler]
55°40′20″N 12°28′23″Ø / 55.67222°N 12.47306°Ø
|  | Denne artikel om lokaliteten Damhustorvet kan blive bedre, hvis der indsættes et (bedre) billede. Du kan hjælpe ved at afsøge Wikimedia Commons for et passende billede eller lægge et op på Wikimedia Commons med en af de tilladte licenser og indsætte det i artiklen. |